# Doix
Doix är en kommun i departementet Vendée i regionen Pays de la Loire i västra Frankrike. Kommunen ligger i kantonen Maillezais som tillhör arrondissementet Fontenay-le-Comte. År 2018 hade Doix 967 invånare.

## Befolkningsutveckling
Antalet invånare i kommunen Doix
| Referens: INSEE |